# Annecy-le-Vieux
Annecy-le-Vieux är en kommun i departementet Haute-Savoie i regionen Auvergne-Rhône-Alpes i sydöstra Frankrike. Kommunen ligger i kantonen Annecy-le-Vieux som tillhör arrondissementet Annecy. År 2018 hade Annecy-le-Vieux 21 390 invånare.

## Befolkningsutveckling
Antalet invånare i kommunen Annecy-le-Vieux
| Referens: INSEE |